# Mendoza 2013
Mendoza 2013 es un álbum pirata en vivo del cantautor Indio Solari, grabado en 2013 en el Áutodromo Ángel Pena, donde había 150.000 fanáticos.
El concierto es reconocido entre los fanáticos por las condiciones meteorológicas que se dieron, como frío extremo, llegándose a registrar una temperatura de −2 °C, y una lluvia con nieve intensa. No obstante estos acontecimientos, el recital se celebró sin incidentes destacados.

## Listas de temas
| N.º | Título                                                          | Duración |  |
| 1.  | «Intro & Luzbelito y las sirenas»                               |          |  |
| 2.  | «Templo de momo»                                                |          |  |
| 3.  | «Ceremonias durante la tormenta»                                |          |  |
| 4.  | «Torito es muerto»                                              |          |  |
| 5.  | «Todo preso es político»                                        |          |  |
| 6.  | «La hija del fletero»                                           |          |  |
| 7.  | «El tesoro de los inocentes»                                    |          |  |
| 8.  | «Pedía siempre temas en la radio...»                            |          |  |
| 9.  | «El arte del buen comer»                                        |          |  |
| 10. | «Vuelo a Sidney»                                                |          |  |
| 11. | «Las increíbles andanzas del Capitán Buscapina en Cybersiberia» |          |  |
| 12. | «Gualicho»                                                      |          |  |
| 13. | «Yo Caníbal»                                                    |          |  |
| 14. | «Blues de la libertad»                                          |          |  |
| 15. | «La murga de la Virgencita»                                     |          |  |
| 16. | «Vino Mariani»                                                  |          |  |
| 17. | «Pabellón Séptimo (Relato de Horacio»                           |          |  |
| 18. | «To Beef Or Not To Beef»                                        |          |  |
| 19. | «Un ángel para tu soledad»                                      |          |  |
| 20. | «Rock Para El Negro Atila & Divina TV. Führer»                  |          |  |
| 21. | «Todos A Los Botes!»                                            |          |  |
| 22. | «Mariposa Pontiac & Rock Del País»                              |          |  |
| 23. | «El pibe de los astilleros»                                     |          |  |
| 24. | «Juguetes perdidos»                                             |          |  |
| 25. | «Flight 956»                                                    |          |  |
| 26. | «Jijiji»                                                        |          |  |

- Datos: Q110271005